# Operator lock
Nel mondo della telefonia per operator lock si intende il blocco selettivo ed automatico del proprio telefonino all'utilizzo con la sola SIM di un determinato gestore, non permettendo l'utilizzo agli altri operatori di telefonia mobile.

## Come funziona
Questo blocco prevede generalmente:
- Una restrizione del software del telefonino con le sole SIM card del gestore con il quale si effettua il contratto.

## Situazione in Italia
In Italia solo 3 Italia adotta questo tipo di limitazione sui Videofonini/Tivufonini, permettendo la vendita a prezzi fortemente ribassati.
Il periodo di blocco massimo è stato fissato dall'Agcom in 18 mesi